# Tettsted
Tettsted (meervoud: tettsteder) is volgens het Noors Bureau voor Statistiek (Statistisk sentralbyrå) een nederzettingstype met ten minste 200 inwoners (circa 60-70 huizen) waarbij de afstand tussen de gebouwen niet meer dan 50 m bedraagt. Grotere afstanden zijn toegestaan voor gebieden die niet kunnen worden bebouwd, zoals parken, rivieren, industriegebieden, en sportfaciliteiten.

## Statistisch gebruik
De term wordt gebruikt sinds de volkstelling van 1960. De originele definitie is sindsdien nauwelijks aangepast. Sinds 1999 wordt een geautomatiseerde methodologie gebruikt om de grenzen van tettsteder te bepalen.

### Implicaties
De stedelijke gebieden, tettsteder, zijn geografische gebieden met dynamische grenzen. Het aantal en de grenzen veranderen mettertijd. De afgrenzing van de tettsteder zijn onafhankelijk van de administratieve (gemeente)grenzen: een plaats kan hierdoor onder meerdere gemeenten vallen.
Een tettsted kan meerdere woonkernen of gehuchten omvatten wanneer deze aaneengesloten en volgens bovenstaande definitie kunnen worden aangewezen. De naamkeuze voor een tettsted die meerdere plaatsen omvat is meestal gebaseerd op praktische of historische overwegingen.
Een dorp of gehucht met minder dan 200 inwoners in een bepaald jaar wordt niet beschouwd in de statistiek. Wanneer dezelfde plaats het jaar erop 210 inwoners heeft wordt deze wel als tettsted beschouwd.

## Cijfers
In 2007 telde Noorwegen 917 stedelijke gebieden waar meer dan 78% van de bevolking woont. De overige 22% woont dus in landelijk gebied.
| Omvang tettsted (inwoners) | Totaal inwoners | Totaal oppervlakte | Aantal |
| -------------------------- | --------------- | ------------------ | ------ |
| 200-499                    | 116 587         | 167,01             | 340    |
| 500-999                    | 153.005         | 190,12             | 220    |
| 1000-1999                  | 207.397         | 210,66             | 147    |
| 2000-19.999                | 1.031.895       | 773,67             | 191    |
| 20.000-99.999              | 752.541         | 442,06             | 15     |
| > 100.000                  | 1.393.966       | 510,56             | 4      |
| Totaal                     | 3.655.391       | 2.294,08           | 917    |